# مذي
سائل ما قبل القذف (بالإنجليزية: Pre-ejaculate)‏ أو المذي، هو أحد السوائل الجسمية رقيق لزج شفاف يميل إلى اللون الأبيض، يخرج عند الممارسة أو الإثارة الجنسية. ويخرج على شكل قطرات وربما لا يحس بخروجه من العضو الذكري.

## المصدر والمكونات
يخرج عند الإثارة الجنسية والتفكير في الجنس. فمذيّ الرجل في حال صحته: سائل شفاف رقيق لزج.

## الوظيفة
يقوم بمعادلة حموضة الإحليل الناتجة عن مرور البول به، والتي قد تؤثر على الحيوانات المنوية التي تعتبر البيئة الحمضية قاسية عليها. وقد يفيد سائل ما قبل القذف في تخفيف حموضة المهبل وتهيئة بيئة مناسبة للحيوانات المنوية قبل خروجها.
يقوم سائل ما قبل القذف أيضاً بوظيفة المرطب والمزلق للقضيب أثناء العملية الجنسية، كما يلعب دوراً هاماً في تخثر السائل المنوي.

## المخاطر
من أبرز المخاطر نقل بعض الأمراض الجنسية مثل الإيدز.

## وجهات النظر الدينية

### في الإسلام
ذُكر الاختلاف في حكم المذي لأنه بين البول النجس وبين المني الطاهر، فقال فقهاء إنه نجس نجاسة مخففة، لا توجب الغسل، بل توجب الوضوء فقط، ويغسل المكان الذي أصابه من الثوب أو البدن، ويتوضأ. قال الإمام النووي في المجموع:«وأجمع العلماء أنه لا يجب الغسل بخروج المذي والودي، لكن يجب غسل مكانهما والوضوء». والمذي لا يفسد الصوم، عند السادة الشافعية خلافاً للسادة المالكية.
المذي يوجب الوضوء فقط ودليل ذلك ما رواه علي بن أبي طالب قال: كنت رجلا مذّاء فأمرت المقداد أن يسأل رسول الله صلى الله عليه وسلم فسأله فقال: «فيه الوضوء» متفق عليه واللفظ للبخاري. قال ابن قدامة في المغني (1/168): قال ابن المنذر: أجمع أهل العلم على أن خروج الغائط من الدبر وخروج البول من ذكر الرجل وقُبل المرأة وخروج المذي وخروج الريح من الدبر أحداث ينقض كل واحد منها الطهارة.
يُكتفى بنضح الثوب للمشقة في ذلك ودليل ذلك ما رواه أبو داود في سننه عن سهل بن حنيف قال: كنت ألقى من المذي شدة وكنت أكثر من الاغتسال فسالت رسول الله صلى الله عليه وسلم عن ذلك فقال «إنما يجزئك من ذلك الوضوء. قلت: يا رسول الله فكيف بما يصيب ثوبي منه؟ قال: يكفيك بأن تأخذ كفاً من ماء فتنضح بها ثوبك حيث تُرى (أي تظنّ)  أنه أصابه» ورواه الترمذي وقال: هذا حديث حسن صحيح ولا نعرفه إلا من حديث محمد بن إسحاق في المذي مثل هذا.
قال صاحب تحفة الأحوذي (1/373): واستدل به على أن المذي إذا أصاب الثوب يكفي نضحه ورشّ الماء عليه ولا يجب غسله.